# لامبرت فيردونك
لامبرت فيردونك (بالهولندية: Lambert Verdonk)‏ هو لاعب كرة قدم هولندي في مركز الهجوم، ولد في 20 سبتمبر 1944 في Hoensbroek ‏ في هولندا. شارك مع منتخب هولندا لكرة القدم. أما مع النوادي، فقد لعب مع أولمبيك مارسيليا وإن إي سي نيميخن وسبارتا روتردام وغو أهد إيغلز ونادي آيندهوفن ونادي أجاكسيو ونادي أنغوليم.

## وصلات خارجية
- لامبرت فيردونك على موقع قاعدة بيانات كرة القدم.إي يو (الإنجليزية)
- لامبرت فيردونك على موقع ناشيونال فوتبول تيمز (الإنجليزية)
- لامبرت فيردونك على موقع عالم كرة القدم.نت (الإنجليزية)